# NGC 7002
NGC 7002 este o galaxie eliptică situată în constelația Indianul. A fost descoperită în 30 septembrie 1834 de către John Herschel. Se află la o distanță de 98,4 de megaparseci de Pământ.